# Queen's Football League 2017
La Queen's Football League 2017 è la 1ª edizione dell'omonimo torneo di football americano femminile.
La stagione è stata disputata in un singolo incontro.

## Squadre partecipanti
| Club             | Città     | Stadio | Sponsor ufficiale |
| ---------------- | --------- | ------ | ----------------- |
| Amsterdam Cats   | Amsterdam |        |                   |
| Rotterdam Ravens | Rotterdam |        |                   |

## I Queen's Bowl
| Amsterdam 17 dicembre 2017, ore 14:00 | Amsterdam Cats | 42 – 13 | Rotterdam Ravens | Sportpark Sloten |

## Verdetti
- Amsterdam Cats Vincitrici della Queen's Football League 2017